# خانه زمانی
خانه زمانی مربوط به دوره پهلوی است و در تبریز، خیابان فردوسی، نبش خیابان تربیت شمالی واقع شده و این اثر در تاریخ ۱۱ مهر ۱۳۸۳ با شمارهٔ ثبت ۱۱۱۵۴ به‌عنوان یکی از آثار ملی ایران به ثبت رسیده است.